# Citronsjöborrekaktus
Citronsjöborrekaktus (Echinopsis aurea) är en mångformig art i familjen kaktusväxter från norra Argentina. Stammarna är klot- eller kort pelarformiga, mörkt gröna, solitära eller bildar grupper. Ribbor 14-15. Areoler bruna med 8-10 radiärtaggar och vanligen 4 centraltaggar. Blommor skinande citrongula, till 9 cm långa och 8 m i diameter. Frukter äggformade, halvtorra, uppsprickande.
Namnet aurea (lat.) betyder gyllene.
Lättodlad krukväxt som skall placeras i full sol under hela året. Vattnas ca en gång per vecka april-maj till oktober. Vid mytcket varm väderlek kan mera vatten ges. Ge kvävefattig gödning i små doser.  Övervintras svalt och torrt under november-mars. Temperaturen bör ligga på 10°C. Utan sval vintervila blommar inte kaktusen.

## Synonymer
Arten är varationsrik och många synonymer förekommer i handeln och i kaktuslitteraturen.
| - Echinopsis aurea ssp. fallax (Oehme) M.Lowry - Echinopsis aurea var. fallax (Oehme) J.Ullmann - Echinopsis aurea var. quinesensis Rausch - Echinopsis cylindracea (Backeb.) H.Friedrich - Echinopsis fallax (Oehme) H.Friedrich - Echinopsis fallax var. cylindrica (Backeb.) J.G.Lamb. - Echinopsis leucomalla (Wessner) H.Friedrich - Echinopsis quinesensis (Rausch) H.Friedrich & W.Glaetzle - Hymenorebutia aurea (Britton & Rose) F.Ritter - Hymenorebutia leucomalla (Wessner) Buining - Hymenorebutia quinesensis (Rausch) F.Ritter - Lobivia aurea (Britton & Rose) Backeberg - Lobivia aurea var. quinesensis (Rausch) G.D.Rowley - Lobivia cylindracea Backeb. - Lobivia cylindrica Backeberg | - Lobivia fallax Oehme - Lobivia leucomalla Wessner - Lobivia shaferi Britton et Rose - Lobivia shaferi f. cylindracea (Backeb.) E.Herzog - Lobivia shaferi f. luteiflora (Backeb.) E.Herzog - Lobivia shaferi ssp. aurea (Britton & Rose) E.Herzog - Lobivia shaferi ssp. fallax (Oehme) E.Herzog - Lobivia shaferi ssp. leucomalla (Wessner) E.Herzog - Lobivia shaferi ssp. rubriflora E.Herzog nom. inval. - Lobivia shaferi var. quinesensis (Rausch) E.Herzog - Pseudolobivia aurea (Britton & Rose) Backeberg - Pseudolobivia aurea var. fallax (Oehme) Backeb. - Pseudolobivia luteiflora Backeb. nom. inval. - Salpingolobivia aurea (Britton & Rose) Y.Itô |

## Källor

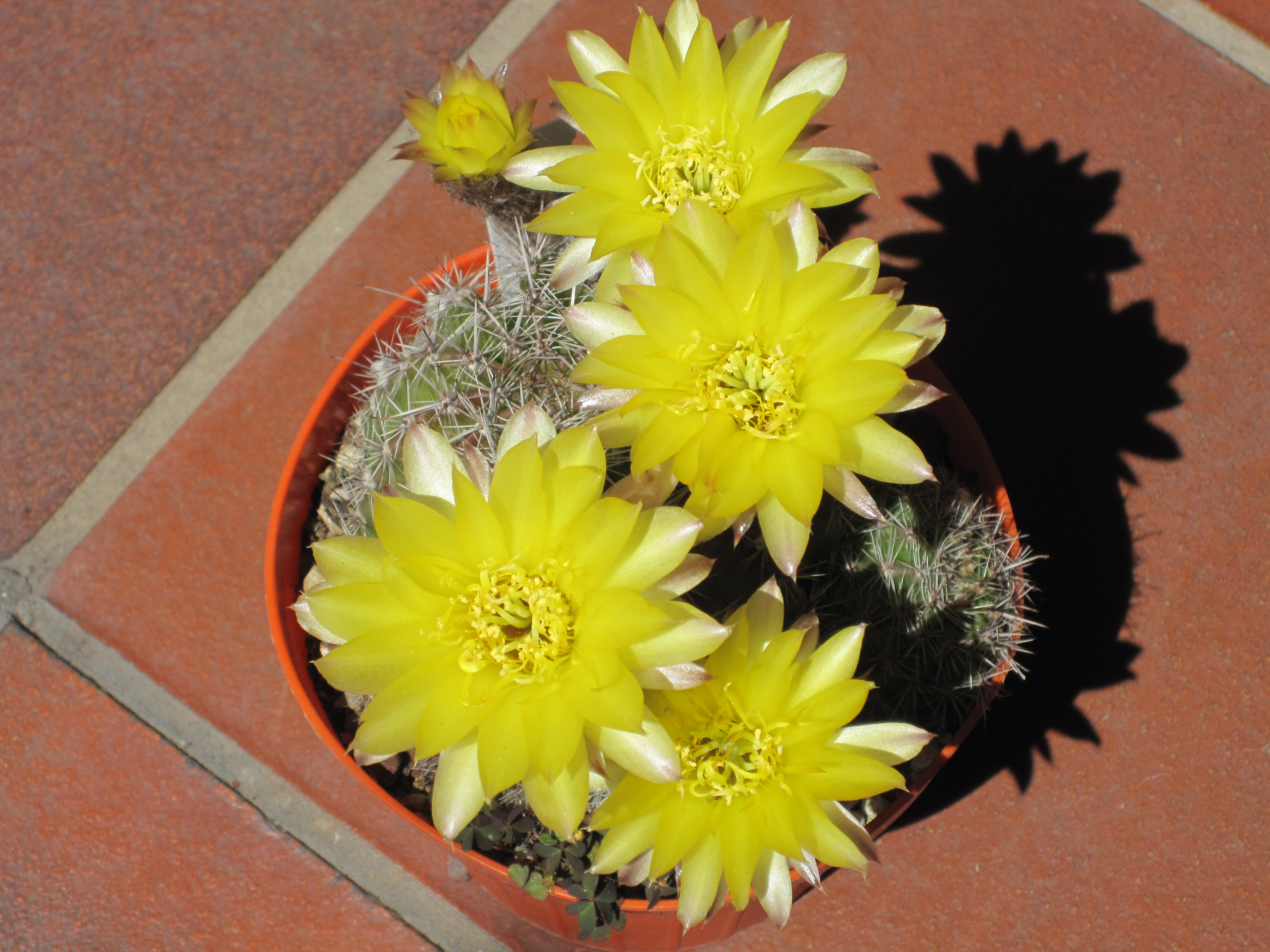
Blommorna av echinopsis aurea